# Nr 5 lever!
Nr 5 lever! (engelska: Short Circuit) är en amerikansk science fiction-komedifilm från 1986 i regi av John Badham. I huvudrollerna ses Ally Sheedy och Steve Guttenberg.

## Handling
Filmen handlar om roboten "SAINT Number 5", SAINT står för "Strategic Artificially Intelligent Nuclear Transport." Nr 5 tar sig senare namnet "Johnny Five".

## Rollista i urval
- Ally Sheedy - Stephanie Speck
- Steve Guttenberg - Newton Crosby, PhD.
- Fisher Stevens - Ben Jabituya
- Austin Pendleton - Dr. Howard Marner, VD Nova Robotics
- G. W. Bailey - kapten Skroeder
- Brian McNamara - Frank, Stephanies ex-pojkvän
- Tim Blaney - Number 5 (röst)
- Marvin J. McIntyre - Duke, säkerhetsvakt
- John Garber - Otis
- Penny Santon - Mrs. Cepeda, Stephanies hushållerska
- Vernon Weddle - general Washburne
- Barbara Tarbuck - senator Mills
- Tom Lawrence - Howard Marners assistent
- Fred Slyter - Norman, tekniker
- Billy Ray Sharkey - Zack, tekniker

## Musik i filmen i urval
- "Who's Johnny" ("Short Circuit" Theme), skriven av Péter Wolf & Ina Wolf, framförd av El DeBarge
- "Come And Follow Me" (Number 5's Theme from "Short Circuit"), skriven av David Shire, Will Jennings & Max Carl, framförd av Max Carl & Marcella Detroit